# Neuseeländische Cricket-Nationalmannschaft in Sri Lanka in der Saison 1998
Die Tour der neuseeländischen Cricket-Nationalmannschaft nach Sri Lanka in der Saison 1998 fand vom 27. Mai bis zum 13. Juni 1998 statt. Die internationale Cricket-Tour war Bestandteil der Internationalen Cricket-Saison 1998 und umfasste drei Tests. Sri Lanka gewann die Test-Serie 2–1.

## Vorgeschichte
Für beide Mannschaften war es die erste Tour der Saison.
Das letzte Aufeinandertreffen der beiden Mannschaften gegeneinander fand in der Saison 1996/97 in Neuseeland statt.

## Stadien
Die folgenden Stadien wurden für die Tour als Austragungsort vorgesehen.
| Stadion                            | Stadt   | Kapazität | Spiele  |
| ---------------------------------- | ------- | --------- | ------- |
| R. Premadasa Stadium (RPS)         | Colombo | 35.000    | 1. Test |
| Sinhalese Sports Club Ground (SSC) | Colombo | 10.000    | 3. Test |
| Galle International Stadium        | Galle   | 35.000    | 2. Test |

## Kaderlisten
Die folgenden Kader wurden von den Mannschaften benannt.
| Test | Test |
| Sri Lanka | Neuseeland |
| --- | --- |
| - Marvan Atapattu - Malinga Bandara - Niroshan Bandaratilleke - Aravinda de Silva - Kumar Dharmasena - Sanath Jayasuriya - Mahela Jaywardene - Ruwan Kalpage - Romesh Kaluwitharana - Muttiah Muralitharan - Arjuna Ranatunga - Hashan Tillakaratne - Pramodya Wickramasinghe | - Nathan Astle - Chris Cairns - Simon Doull - Stephen Fleming - Chris Harris - Matt Horne - Craig McMillan - Shayne O’Connor - Adam Parore - Mark Priest - Craig Spearman - Daniel Vettori - Paul Wiseman - Bryan Young |

## Tests

### Erster Test in Galle
| 27. – 31. Mai Scorecard | Colombo (RPS) | Neuseeland 305 (105.2) & 444-6d (123) | – | Sri Lanka 285 (90.2) & 297 (131.5) |
|                         |               | Neuseeland gewinnt mit 167 Runs       |   |                                    |

### Zweiter Test in Colombo
| 3. – 7. Juni Scorecard | Galle | Neuseeland 193 (101.1) & 114 (55) | – | Sri Lanka 323 (106.4) |
|                        |       | Sri Lanka gewinnt mit 16 Runs     |   |                       |

### Dritter Test in Colombo
| 10. – 13. Juni Scorecard | Colombo (SSC) | Sri Lanka 206 (88.4) & 282 (84.5) | – | Neuseeland 193 (86.3) & 131 (54.3) |
|                          |               | Sri Lanka gewinnt mit 164 Runs    |   |                                    |